# 富力中心
富力中心（英語：R&F Center）是一栋位于中国广东省广州市天河区珠江新城内的摩天大楼，建成后为富力地产的总部。其楼高243米，共55层，总建筑面积162477平方米。此樓為西班牙駐廣州總領事館及智利駐廣州總領事館等機構的辦公地點。

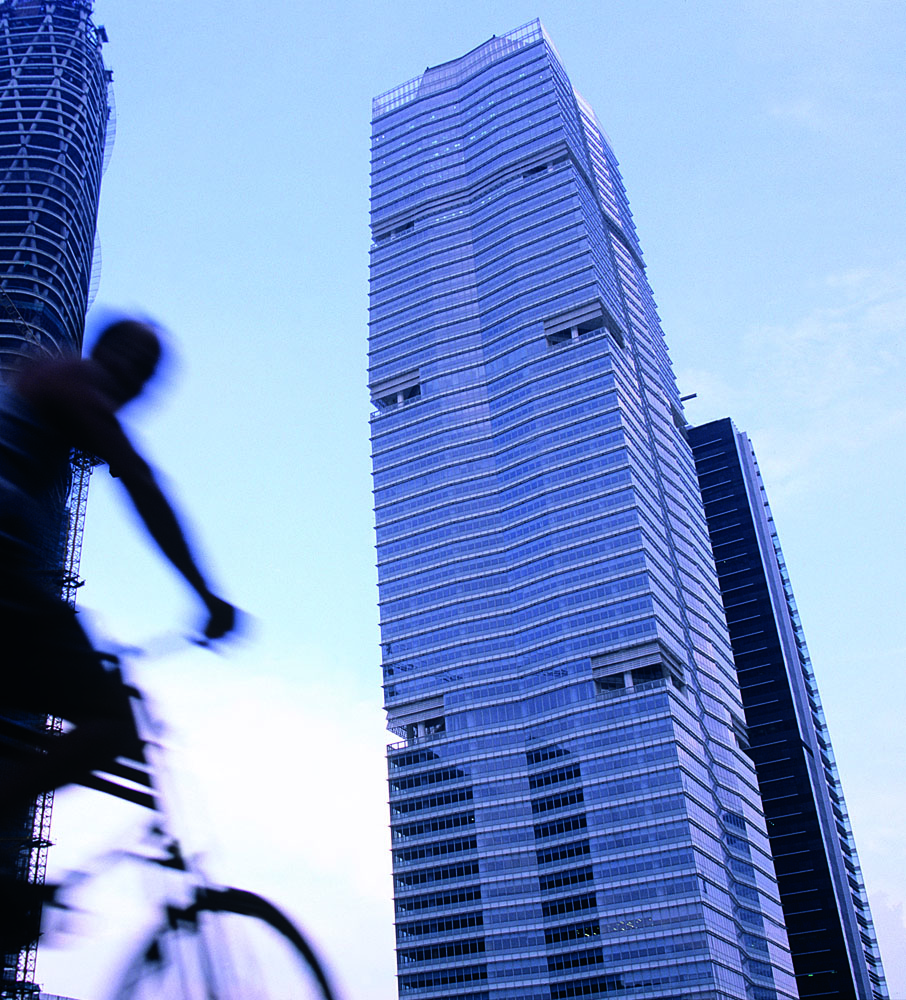
富力中心大厦

## 历史
已于2007年建成并投入使用。其中45-54层为富力地产总部，其它楼层采用只租不售的方式，由第一太平戴维斯负责物业管理。由国际建筑设计事务所Aedas負責設計。建筑设计以简洁建筑外形为主题，设计概念来自中国二千多年外方内圆的玉器“琮”。方正的楼板设计，提高了大楼的实用性和灵活性。通过不同的楼板的组合，做不同程度的退缩。内部设施有中西餐、咖啡厅、商务中心及会议中心，四层以上为写字楼，标准层高4.05米，配备26台高速直达电梯和3部观光电梯，整体采用VAV中央空调系统，地下车库则可提供880个停车位。

## 事故
富力中心曾于2007年9月4日发生火灾，火情发生的位置是在17楼的电缆井，怀疑是由于电线短路所致。消防部门出动8辆消防车灭火，但由于楼层太高，消防车的云梯没有起作用。在燃烧了超过5小时，逐渐蔓延至34楼后，火势才受到控制。由于当时大楼尚未投入使用，施工人员得以及时疏散，因此并未造成人员伤亡。